# Igor Minaïev
Pour les articles homonymes, voir Minaiev.
Igor Evguenievitch Minaïev (en russe : Игорь Евгеньевич Минаев), né le 15 janvier 1954 à Kharkov (RSS d'Ukraine), est un réalisateur, scénariste et metteur en scène soviétique puis français.

## Biographie
Il commence ses études à 18 ans à l’Institut national du théâtre et du cinéma Karpenko-Kary à Kiev. C'est à Odessa qu'il commence sa carrière, où il tourne son film de fin d’étude La Mouette. Son deuxième court-métrage L’Horizon argenté est censuré avec l’interdiction d’exercer son métier de réalisateur.
À l’époque de la Perestroïka, il commence à rencontrer le succès avec Téléphone, un court-métrage pour enfants pour lequel il reçoit un prix au Festival international du film de Moscou, mais surtout avec deux longs-métrages Mars froid (1988) et Rez de chaussée (1990), tous deux sélections de la Quinzaine des réalisateurs à Cannes.
Ne trouvant pas les conditions nécessaires à l'expression de sa créativité, il s'installe en France à la fin des années 1980 et réalise L'Inondation (1993), adaptation d'une nouvelle d'Evguéni Zamiatine, interprété par Isabelle Huppert et produit par Daniel Toscan du Plantier, puis Les Clairières de lune (2002) où il aborde la question de l'inceste et Loin de Sunset boulevard (2006), mise en abîme d'une comédie musicale dans une fresque illustrant les difficultés de la création cinématographique et le poids des préjugés moraux sous Staline. Ce film a reçu le Grand Prix et le Prix du Meilleur Scénario au Festival du cinéma russe à Honfleur et a reçu la Médaille d'or au Park City Film Music Festival (en).
À côté de sa carrière de cinéaste, Igor Minaev enseigne à la Femis, École nationale supérieure des métiers de l'image et du son, et monte des spectacles, dont Histoire du soldat de Charles-Ferdinand Ramuz et Les Nuits florentines d'après Marina Tsvétaeva.

## Filmographie

### Réalisateur
- 1980 : L'Invité (Gost), court-métrage
- 1988 : Mars Froid (uk) (en russe, Kholodnyy Mart), production Studios d’Odessa. Quinzaine des Réalisateurs au Festival de Cannes (1989).
- 1990 : Rez-de-chaussée (ru), production Studios d’Odessa. Quinzaine des Réalisateurs au Festival de Cannes (1990).
- 1991 : Le Temple souterrain du communisme, film documentaire, production « Océaniques » France 3 et AST Productions.
- 1994 : L'Inondation (en russe, Navodnenye), production Erato-films avec Isabelle Huppert. Prix de la mise en scène et de l’interprétation féminine à Anapa. Prix du scénario de la Fondation Gan.
- 2002 : Les Clairières de lune, coproduction France-Russie, Grand Prix du Festival d’Anapa, Prix d’Interprétation féminine au festival d’Anapa, Prix de la meilleure comédienne de l’année de la Guilde des comédiens russes (Moscou 2002)
- 2006 : Loin de Sunset Boulevard, coproduction France-Russie, Grand Prix du Festival du cinéma russe à Honfleur et le Prix François Chalais du Meilleur scénario - 2006, Prix National l’Aigle d’Or pour la création de costumes à Moscou - 2006, Médaille d’Or au Park City International Music Festival (en) (États-Unis) - 2006.
- 2010 : À l'est de l'hiver, CinéTévé, ARTE, Orange
- 2016 : La Robe bleue, Trempel Films (Ukraine), sélection de la Semaine de la Critique au Festival de Berlin - 2016.
- 2017 : La Cacophonie du Donbass (uk) ( Kakofonia Donbassa)
- 2023 : Isolation (Izolyatsiya)

### Metteur en scène
- 1996 : L'Histoire du Soldat, d’après Charles-Ferdinand Ramuz et Igor Stravinsky à l’Auditorium Saint-Germain, Paris.
- 1996 : Les Nuits florentines, d’après Marina Tsvetaïeva au Théâtre 13, Paris.

### Scénariste
- 1999 : Don Juan, scénario pour Arte.